# Ernst Osiander
Johann Ernst Wilhelm Osiander (* 18. September 1829 in Maulbronn; † 21. März 1864 in Göppingen) war ein deutscher lutherischer Geistlicher und Orientalist.

## Leben
Osiander stammt aus der gleichnamigen Gelehrtenfamilie. Johann Ernst Osiander war sein Vater, Johann Eberhard Osiander sein Großvater und Gottlieb Ulrich Osiander sein Onkel. Er absolvierte das Seminar Maulbronn, an dem sein Vater als Professor wirkte. 1847 wurde er am Tübinger Stift aufgenommen und studierte an der Universität Tübingen Philosophie und Theologie. Er stand unter dem Einfluss von Johann Tobias Beck und Maximilian Albert Landerer und insbesondere von Georg Heinrich August Ewald, der ihm als Förderer zur Seite stand.
Osiander bestand 1851 die erste Dienstprüfung, war dann kurze Zeit Vikar bei seinem Vater, der zu dieser Zeit als Dekan in Göppingen wirkte. Im Herbst 1852 begann er eine Studienreise, die ihn unter anderem zu Heinrich Leberecht Fleischer und Friedrich Ahlfeld nach Leipzig führte. Er bereiste noch England und Schottland, bevor er zurückkehrte und 1853 in Tübingen zum Dr. phil. promoviert wurde. Anschließend erhielt er eine Stelle als Repetent am Seminar von Maulbronn. Von 1854 bis 1857 war er schwer krank und hatte keine Stelle inne. 1857 trat er eine Stelle als Repetent am Tübinger Stift an. Dort war er bis 1860 tätig, wobei auch diese Jahre durch seine Krankheit geprägt wurden.
Osiander entschied sich 1861 für den Beruf des Geistlichen. Er wurde Pfarrhelfer unter seinem Vater in Göppingen. Dort starb er an einem schweren Fieber und wurde am 24. März 1864 beigesetzt. Er machte sich um die Erforschung der himyarischen Sprache verdient. Sein Nachlass wurde vom Breslauer Lehrer M. A. Levy bearbeitet.

## Werke
- Studien über die vorislâmische Religion der Araber. In: Zeitschrift der Deutschen Morgenländischen Gesellschaft, Band 7 (1853), S. 463–527 (Digitalisat; Ergänzungen S. 573–575 und Band 8 (1854), S. 599 f.; auch als Separatabdruck, Leipzig 1853).
- Zur himjaritischen Alterthums- und Sprachkunde. In: Zeitschrift der Deutschen Morgenländischen Gesellschaft, Band 10 (1856), S. 17–73 (Digitalisat).
- Ueber den Joktaniden Selef שלפ  Genes. 10,26. In: Zeitschrift der Deutschen Morgenländischen Gesellschaft, Band 11 (1857), S. 153–155 (Digitalisat).
- Ueber einige dem jamanischen (himjatischen) Dialekt angehörige Wörter. In: Zeitschrift der Deutschen Morgenländischen Gesellschaft, Band 14 (1860), S. 557–561.
- Ueber eine Sammlung neu entdeckter himjarischer Inschriften. In: Zeitschrift der Deutschen Morgenländischen Gesellschaft, Band 17 (1863), S. 789–799.
- Zur himjarischen Alterthumskunde, aus dem Nachlass hrsg. von M. A. Levy, Kreysing, Leipzig 1864.
- Zur himjarischen Sprach- und Alterthumskunde. In: Zeitschrift der Deutschen Morgenländischen Gesellschaft, 1. Teil Band 19 (1865), S. 159–293, 2. Teil Band 20 (1866), S. 205–287 (hrsg. von M. A. Levy).